# Hernán Poza Juncal
Hernán Poza Juncal (Pontevedra, 6 de juny de 1903 - Nova York, febrer de 1967) fou un mestre i pedagog gallec.

## Trajectòria
Fill de Joaquín Poza Cobas, dirigent republicà de Pontevedra, i germà de Joaquín i Laureano Poza Juncal, fou membre actiu de la Federació Universitària Espanyola i va escriure a la revista compostel·lana Universitarios. Treballà als centres laics "Escuela Moderna" i "Escuela Nueva" de Pontevedra. Entre 1924 i 1929 dirigí a Lalín l'Escola-Hospital-Asil creada pels emigrats de la Sociedad Hijos del Partido de Lalín. Soci del Centre Republicà de Pontevedra, fou professor de l'Escola Normal de Mestres de Barcelona i director de l'Escola de Magisteri pontevedresa.
Durant el cop d'estat del 18 de juliol de 1936 fou detingut i tancat a la presó, d'on aconseguí sortir gràcies a les seves amistats. Marxà a Portugal i d'alí als Estats Units on s'exilià. Als Estats Units es va dedicar a l'ensenyament de l'espanyol a l'Eastman School of Languages and Business (1940), i després fou director del Poza Institute of Languages and Business (1941). En 1938 fou cap de redacció del diari La Voz de Nova York i entre 1938 e 1943 fou comentarista de ràdio. Des de 1943 fou professor del Brooklyn College a Nova York.
Publicà el llibro Pratical Handbook of Commercial Correspondence in Spanish and English. Escrivia amb el pseudònim de Xan Calqueira.

## Vida personal
Casat amb Carmen Fernández García en 1927.